# Al Saint Priest
El AL Saint-Priest Basket es un equipo de baloncesto francés con sede en la ciudad de Saint-Priest, que compite en la NM2, la cuarta competición de su país. Disputa sus partidos en el Gymnase Leon Perrier.

## Posiciones en liga
- 2014 - (1 Grupo K-NM3)
- 2015 - (13 Grupo A-NM2)
- 2016 - (14 Grupo D-NM2)

- 2020 - (5 Grupo B-NM3)
- 2021 - (NM3-Cancelada)
- 2022 - (1 Grupo A-NM3)